# Aquis
Aquis is een geslacht van vlinders uit de familie visstaartjes (Nolidae).
De typesoort van het geslacht is Aquis viridisquama Walker, 1858.

## Soorten
- Aquis albida
- Aquis aquisoides
- Aquis crenulata
- Aquis excurvata
- Aquis orbicularis
- Aquis viridisquama